# 機能的アサーション
機能的アサーション（きのうてきアサーション、Functional Assertiveness）は、自他を尊重する適切な自己表現（アサーティブネス）である。機能的アサーションは、自己主張をおこなう側にとって効果的で、同時に自己主張の受け手にとって適切と判断されるようなコミュニケーションである。通称「しなやかで芯のある自己表現」と呼ばれる。行動分析学と語用論の枠組みを援用した、プラグマティズム（機能的文脈主義）に基づくコミュニケーション・スキルの概念である。

## 小史
アサーションは半世紀以上の歴史を持つが、その定義が不明確であること、自らの権利の率直な主張をアサーションと考えた場合、そういった自己主張が却って効果的でない社会的文脈が現実には数多く存在するといった課題があった。また、この課題に対して十分な対応策が提案されないまま、アサーションは日本でも非常に幅広く注目されている。この課題の解決法として提案されたのが、機能的な定義に基づく機能的アサーションであった。

## アサーションの機能と形態
行動分析学においては、単に行動の「見た目（形態）」ではなく、その「役割（機能）」に注目する発想がある。アサーションにこれを当てはめるとアサーションの定義には, 形態による定義と機能による定義があることになる。
形態による定義
これは最も一般的にアサーションがトレーニングや研究されてきた方法で、たとえば、相手の目を見てはっきりとした声で「それは嫌です。やめてください」と伝えるといった目に見える行動の形態で捉えられる。ここでの「形態」とはどういった言葉で、どういったノン・バーバルな表現で伝えるかといったことを意味している。
機能による定義
この定義の方法では伝え方に関わらず、その振る舞いによって実質的に期待した効果が得られることによりアサーションを定義する。たとえば、どういった方法であれ、自分が相手にしてほしいことを達成する（もしくは、やめてほしいことをやめてもらう）コミュニケーション方法をアサーションと捉える。この定義の仕方は必ずしも一般的ではないが、古くから存在する方法である。また、弁証法的行動療法の開発として知られるマーシャ・リネハンもこうした機能によるアサーションの定義を採用している。

## 従来のアサーションとの違い
何が「従来のアサーション」であるかを定義することは容易ではないが、アサーションを自らの権利の主張と捉える発想と機能的アサーションは明らかに異なっている。アサーションを権利の主張と捉えた場合、アサーションは「率直に」「正直に」「ストレートに」自己主張すべきという、自己主張時の形態に縛りがかかる。また、そのようにアサーションを捉えた場合、自己主張がうまくいくかどうかや相手に受け入れられるかどうかという自己主張の機能は必ずしも重視されない。
一方、機能的アサーションでは、その人の実生活においてその自己主張が機能するかどうかが問題であり、伝え方の形態に縛りを受けることはない（ただし、その言い方ではうまくいかない、相手から受け入れられない、といった意味では、ある程度の形態に制限がかかるという言い方もできる）。特に、機能的アサーションでは、これまでアサーション・トレーニングで教えられることのなかった婉曲な自己表現も積極的に教えられることが大きな特徴の一つである。また、アサーションがうまくいかなかった場合には、文脈に合わせ随時、自己主張の方法を変化させるべきことが強調される。

## トレーニング方法
基本的に認知行動療法を援用したトレーニングであるとされるが、現段階において詳細なプログラムは公開されていない。

## 応用領域
機能的アサーションが得意とするのは、直接的な自己主張が機能しにくいような複雑な対人的葛藤場面である。現在、機能的アサーションの実践例として、発達障がいの小学生をもつ保護者に対し、しなやかで芯のある小学校の担任教師へのコミュニケーションをトレーニングした研究がある。

## 課題
研究と実践の数が現段階ではごく少数に限られており、この概念の有用性を議論するには、データがまだ少ないだろう。